# Arzier
Arzier és un municipi del cantó suís del Vaud, i el districte de Nyon.